# Carmen Gloria López
Carmen Gloria López Moure (Santiago, 2 de julio de 1966) es una periodista, guionista y escritora chilena que se desempeñó como directora ejecutiva de Televisión Nacional de Chile desde 2014 hasta 2016.

## Familia y estudios
Única mujer entre cuatro hermanos, se crio en la comuna de La Cisterna y, a partir de los 13 años, en San Bernardo, donde asistió a clases en el Instituto Sagrado Corazón.
Una vez terminada su educación secundaria, se incorporó a la Universidad Católica, donde se tituló de periodista. En el tercer año de la carrera se incorporó como practicante al departamento de prensa de Canal 13, vinculado a su alma máter. Dejó la casa televisiva en 1992, tras obtener una beca Fulbright que le permitió partir a la Universidad de Maryland en College Park (Estados Unidos), a estudiar periodismo de investigación.
Casada desde 2009 con Raúl Alcaíno, alcalde de la comuna de Santiago entre 2004 y 2008, es madre de dos hijas nacidas en su primer matrimonio.

## Carrera profesional
De vuelta en su país, lideró el área de reportajes de Canal 13, con programas como Contacto.
Pasó después a TVN, donde se convirtió en productora ejecutiva encargada del área infantil, unidad que puso en el aire espacios como 31 minutos. De vuelta en Canal 13, en 2004, fue nombrada subdirectora de programación y después, en octubre de 2007, directora del área, cargo al que renunció en junio del año siguiente con el fin de concentrarse en su trabajo de guionista y escritora. 
López ha asesorado guiones de las series Algo habrán hecho por la historia de Chile, Los archivos del cardenal y El reemplazante de TVN. Además, es autora de la idea original de la serie Sitiados y escribió los guiones de la primera temporada de esta coproducción de Fox y TVN estrenada en 2014. 
En 2014 reemplazó al renunciado director ejecutivo Mauro Valdés, con lo que se convirtió en la primera mujer en ocupar dicho puesto en la historia de TVN; renunció en febrero de 2016 y fue reemplazada por la hasta entonces gerenta general del canal, Alicia Hidalgo.
Debutó en literatura con Fugitiva (2017), una novela juvenil que comenzó a desarrollar en el taller de Pablo Simonetti y luego publicó La venganza de las cautivas, una novela histórica basada también en el sitio de Villarrica pero contada por las mujeres sobrevivientes.

## Filmografía

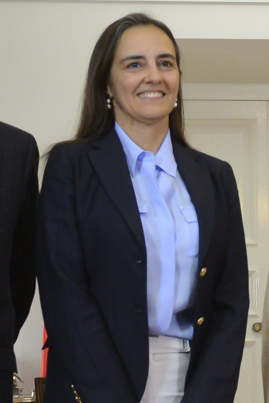
En 2015, cuando era directora ejecutiva de TVN

### Series
Historias originales
- Sitiados (2015)
- Una vida, nuestra historia (2016)

Colaboraciones
- Héroes (episodio O´Higgins)
- Algo habrán hecho por la historia de Chile (2010)
- Los archivos del cardenal (2011)
- El reemplazante (2012)

### Programas
Productora ejecutiva
- Contacto
- Área de reportajes de Canal 13
- ¿De dónde vienes?
- Clarita
- Tronia
- 31 minutos

## Libros
- Fugitiva, novela juvenil, Alfaguara, Santiago, 2017
- La venganza de las cautivas, novela histórica, Sudamericana, Santiago, 2018
- "Cómo sujetar mi alma para que no roce la tuya", novela Sudamericana. Santiago, 2020
- "Ojos que no ven", ensayos sobre sesgos de género Sudamericana, Santiago, 2022